# Grindu (okręg Jałomica)
Grindu – wieś w Rumunii, w okręgu Jałomica, w gminie Grindu. W 2011 roku liczyła 2209 mieszkańców.